# Bataille de Chapultepec
Guerre américano-mexicaine
Batailles
Opérations le long du Río Grande
- Fort Texas
- Palo Alto
- Resaca de la Palma

La révolte de Taos
- Cañada
- Mora
- Embudo Pass
- Pueblo de Taos

Campagne de Californie
- Santa Fe
- San Pasqual
- Rio San Gabriel
- La Mesa

Campagne du Nord de Taylor
- Monterrey
- Buena Vista

Campagne de Scott
- Veracruz
- Cerro Gordo
- Contreras
- Churubusco
- Molino del Rey
- Chapultepec
- Mexico

Siège de Puebla
- Siège de Puebla
- Bataille de Huamantla

Campagne de la côte Pacifique
- Guaymas
- Mulege
- Punta Sombrero
- Mazatlán
- La Paz
- Palos Prietos et Urias
- San José del Cabo
- Siège de La Paz
- Affaire à Guaymas
- San Blas
- Manzanillo
- San José del Cabo
- Cochorio
- Bocachicacampo
- Todos Santos

La bataille de Chapultepec se déroule en septembre 1847 durant la guerre américano-mexicaine, au château de Chapultepec sur la colline de Chapultepec, qui garde l'approche ouest de la ville de Mexico. Le château est alors une académie militaire où étudient 876 cadets qui participeront à la bataille. Le monument Los Niños Héroes (en) (les enfants héros) du parc de Chapultepec a été érigé en leur honneur.

## Préparatifs

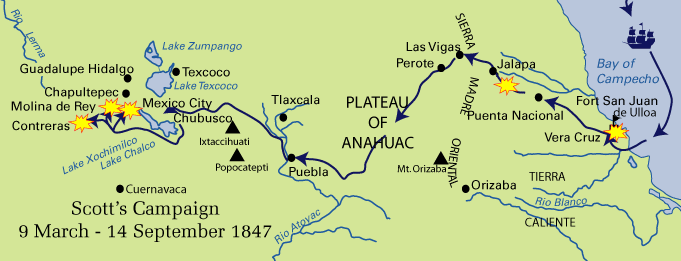
Campagne du Général Winfield Scott en 1847.

Le 8 septembre lors de la bataille de Molino del Rey, les forces américaines ont repoussé les Mexicains à proximité du château de Chapultepec qui garde l'Ouest de Mexico. Cependant les stratèges de l'armée sont toujours en faveur d'une approche de la ville par le sud. Le général Winfield Scott tient un conseil de guerre réunissant ses officiers et les stratèges le 11 septembre. Scott est favorable à l'attaque de Chapultepec et seul le général David E. Twiggs est de son avis. Les autres officiers sont en faveur de l'attaque par le sud, y compris le capitaine Robert E. Lee. Un jeune lieutenant, Pierre Beauregard, fait un exposé qui persuade le général Franklin Pierce de voter en faveur de l'attaque par l'ouest. Scott déclare alors officiellement que l'attaque sera portée sur Chapultepec.
Antonio López de Santa Anna est à la tête de l'armée de Mexico. Il sait que le château de Chapultepec est une position importante pour la défense de la ville. Le château est au sommet d'une colline d'une soixantaine de mètres de haut, il a été transformé récemment en Académie militaire. Le général Nicolás Bravo ne dispose cependant que d'un millier d'hommes pour tenir la colline, y compris 200 cadets dont certains n'ont que 13 ans. Une pente régulière depuis le château jusqu'à Molino del Rey en fait une véritable invite à l'attaque.
Scott organise deux groupes d'assaut comptant chacun 250 hommes. Le premier groupe commandé par le capitaine Samuel Mackenzie mènera l'attaque depuis l'Est du Molino vers le sommet. Le second groupe commandé par le capitaine Silas Casey mènera l'attaque depuis le Sud du château.

## L'attaque

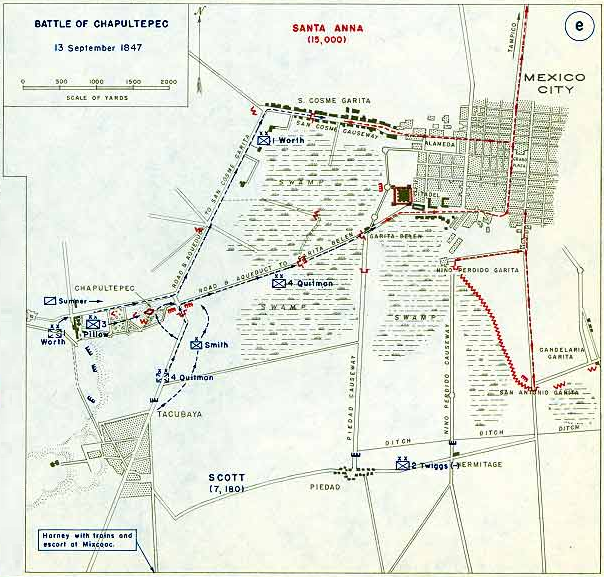
Plan de la bataille de Chapultepec.

Les Américains commencent par un tir d'artillerie sur le château à l'aube du 12 septembre. Il s'arrête à la tombée de la nuit et reprend le 13 septembre. À 8 heures le bombardement cesse et Winfield Scott ordonne la charge. Suivant le groupe d'assaut du capitaine Mackenzie, il y a trois colonnes de la brigade George Cadwalader de la division Pillow. Sur la gauche les 11e et 14e régiments sous les ordres du colonel William Trousdale (en), au centre quatre compagnies du régiment de voltigeurs commandés par le colonel Timothy Patrick Andrews (en) et sur la droite les quatre compagnies restantes de voltigeurs sous les ordres du lieutenant-colonel Joseph E. Johnston. Pillow est rapidement blessé mais ordonne de poursuivre l'attaque. La colonne d'Andrews suit Mackenzie et nettoie un bouquet de cyprès des troupes mexicaines qui l'occupent alors que Trousdale et Johnston manœuvrent sur les flancs. L'attaque marque une pause lorsque les hommes de Mackenzie sont contraints d'attendre l'arrivée des échelles d'assaut, un ange passe sur la bataille.
Au sud-ouest, 40 Marines emmènent le groupe d'assaut du capitaine Casey, suivis de la brigade de volontaires de James Shields, au nord de Chapultepec. Le groupe d'assaut est à nouveau contraint de s'arrêter, face à l'artillerie mexicaine, en attendant les échelles et le groupe du général Shields. Finalement les échelles arrivent et une première vague escalade les murs. En fait il arrive tant d'échelles que 50 hommes gravissent de front les murailles. George Pickett est le premier américain au sommet du mur de la forteresse, les voltigeurs plantent bientôt le drapeau sur le parapet.

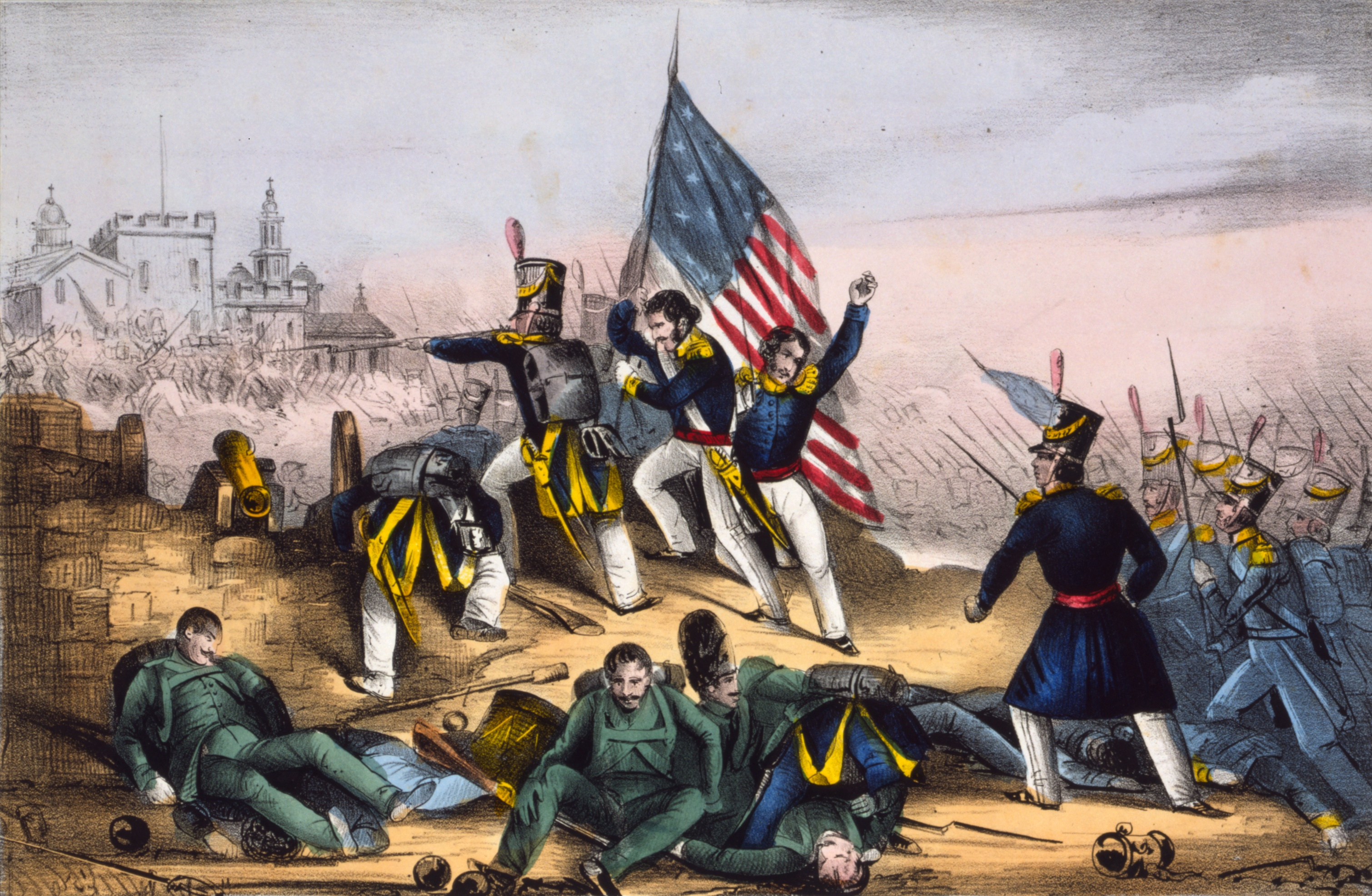
Lithographie représentant la victoire des forces américaines.

La colonne du colonel Trousdale appuyée par l'artillerie du lieutenant Thomas J. Jackson rencontre une importante résistance. La brigade de Newman S. Clarke (en) amène un nouvel élan sur le front de Pillow. Le général Shields est blessé grièvement alors que ses hommes se déversent sur les murailles mais sa troupe hisse le drapeau des États-Unis sur le château. Pris entre deux feux le général Bravo ordonne la retraite vers Mexico. Avant qu'il puisse faire mouvement, Bravo est fait prisonnier par les volontaires new-yorkais de Shields. La retraite des Mexicains est une folle débandade sur les chemins menant à la ville. Beaucoup sautent simplement depuis la muraille sans se soucier de la hauteur, pour échapper aux attaquants. Santa Anna regarde ce désastre alors qu'un de ses aides de camp s'exclame « Dieu est un Yankee ».

### Los Niños Héroes

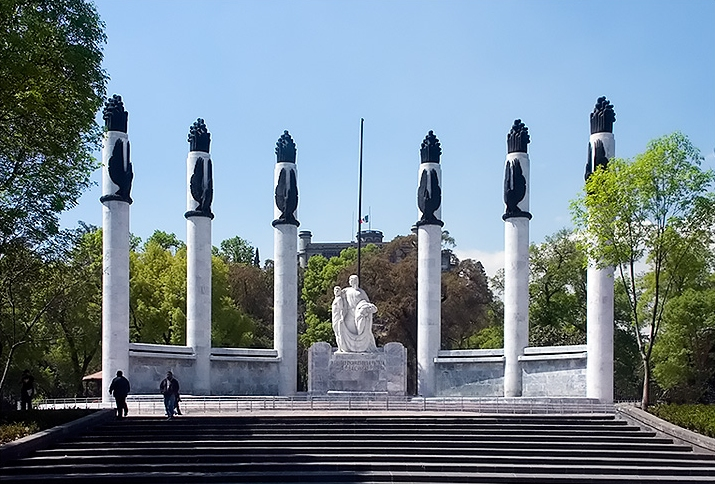
Le château de Chapultepec et le monument des Cadets héroïques.

Durant la bataille, six cadets mexicains refusent de fuir lorsque le général Bravo ordonne la retraite et se battent jusqu'à la mort contre des forces américaines très supérieures en nombre. L'un après l'autre ils tombent ; alors qu'il n'en reste plus qu'un (Juan Escutia), et que les assaillants sont prêts à le tuer, il se saisit de l'étendard mexicain dont il se drape et saute de la muraille.
Une peinture sur l'un des plafonds du palais de Chapultepec montre Juan Escutia enroulé dans le drapeau et chutant. Un monument a été érigé dans le parc de Chapultepec commémorant leur courage. L'histoire du Mexique fait l'éloge des cadets qui y sont présentés comme Los Niños Héroes, les « enfants héros » ou les « cadets héroïques ».

### Le bataillon Saint Patrick

Pendaison des hommes du bataillon Saint Patrick après la bataille de Chapultepec.

Des hommes du bataillon Saint Patrick (el Batallón de San Patricio ou San Patricios), un groupe de soldats américains qui ont rejoint le camp mexicain, sont exécutés en masse durant la bataille de Chapultepec. Ils ont été capturés lors de la bataille de Churubusco. Le général Scott a spécifié qu'ils soient pendus avec Chapultepec en vue et que leur mort survienne au moment où le drapeau américain remplace le mexicain au sommet de la citadelle.

## Sources
- (en) David Nevin, The Mexican War, Alexandria, Time-Life Books, 1979 (1re éd. 1978), 240 p. (ISBN 978-0-8094-2302-6, OCLC 9098436).
- (en) Yves Gras, La guerre de Vendée : 1793-1796, Paris, Economica, coll. « Campagnes et stratégies », 1994, 184 p. (ISBN 978-2-717-82600-5), p. 99-101.
- (en) « US Military Accademy West Point »
- (en) « Rapport Officiel de Winfield Scott »